# Helga Elben
Helga Elben (* 18. März 1930 in Wetter (Ruhr); † 2. April 2014 in Köln) war eine deutsche Malerin, Grafikerin und Installationskünstlerin. Sie wurde vor allem durch ihr Ikarus-Projekt bekannt.

## Leben und Werk
Elben studierte von 1950 bis 1955 Malerei, Graphik und Kunstgeschichte an der Hochschule für Bildende Künste  Hamburg und Geschichte an der Universität Hamburg. Seit ihrer Studienzeit beschäftigte sie sich mit dem handschriftlichen, mit der Rohrfeder aufs Papier gesetzte Textbild. Das Collagieren von Fundmaterialien, Übermalen, Überdrucken und Verfremden dienten ihr für die Öffnung neuer Assoziationsräume für den Betrachter. In ihren grafischen Arbeiten und Unikatbüchern setzte sie Zeichnung, Malerei, Collage und Schrift vielfältig miteinander in Beziehung. Eine philosophische Beschäftigung zum Verhältnis von Raum und Zeit prägten ihre Arbeiten.
Sie beschäftigte sich wiederholt mit der Figur des Ikarus und auch Hermes widmete sie ein Kunstbuch. Sie setzte sich auch mit der Gestalt des Kolumbus in einem Kunstbuch auseinander. Literarische Vorlagen, wie japanische Märchen, Gedichte, Werke von Heine, Goethe, Kleist und Gottfried Benn, regten sie zu Bildern an.
Ihr Werk Ikarus ist eine Arbeit aus Aluminium, einem im Flugzeugbau üblichen Material. Es präsentiert sich als gleichschenkliges Prisma mit den typischen Proportionen der menschlichen Figur von 2 m Höhe, 1,90 m Breite und 0,88 m Tiefe und steht auf einem Metallsockel. Zwei Flügel, angetrieben von kleinen Elektromotoren öffnen und schließen sich in Anlehnung an den Flug des Ikarus. Diese perforierten Metallflächen bewegen sich rhythmisch im Gleichklang um eine Achse nach unten und oben. Das Licht, das das Werk aus verschiedenen Winkeln beleuchtet, und die für den Sockel gewählte Metallart lassen das Objekt im Raum schwingen. Dieser Effekt wird durch das Licht und durch die großen Schatten, die die beweglichen Teile werfen, noch verstärkt.

## Preise und Auszeichnungen
- 1996: Stipendium der Stiftung Kulturfonds Künstlerhaus Lukas

## Einzelausstellungen (Auswahl)
- 1984, 1990: Sauerland-Museum, Arnsberg
- 1987: Kunstverein Schwelm
- 1987: Westfälisches Landesmuseum, Münster
- 1988: Galerie an der Stadtkirche, Bayreuth
- 1992: Galerie Druck und Buch, Tübingen
- 1993: Galerie Cranach-Haus, Weimar
- 1993: Kunstverein Heidenheim
- 1993: Städtisches Museum Kapitelsaal, Bad Hersfeld
- 1995: Martinskirche, Müllheim im Markgräflerland
- 1997: IG-Metall-Galerie, Frankfurt a. M.
- 1999: Palazzo Bonomo Albrizzi, Venedig
- 2000: APC Galerie, Köln
- 2000: Museum Witten
- 2000: Innamorata d'Italia, Janzen Galerie, Schwelm
- 2001: Leonhardi-Museum, Dresden
- 2002: Galerie an der Stadtkirche, Bayreuth
- 2003: DASA-Galerie, Dortmund
- 2003: Pinacoteca casa del Arte, Concepcion / Chile
- 2003: Wuppertal, Düsseldorf, Becher-Haus »Sun Kissed Colours« (Sparda-Bank West eG / Janzen Galerie)
- 2004: Galerie Brigitte Bailer, Atelierhaus Westfalenhütte, Dortmund
- 2005: Venezia Open 8, Venedig
- 2006: Märkisches Museum Witten
- 2006: Malzeit!, Janzen Galerie, Gevelsberg/Wuppertal
- 2007: Palazzo Bonomo Albrizzi, Venedig
- 2007: Heine-Museum, Düsseldorf
- 2008: Galerie Bailer, Atelierhaus Westfalenhütte, Dortmund
- 2009: Galerie editionale, Köln
- 2010: Entdeckungsflüge, Planetarium Bochum[7]
- 2010: Stadt Wetter
- 2011: Palazzo Bonomo Albrizzi, Venedig
- 2011: Heine-Museum, Düsseldorf
- 2012: Palazzo Bonomo Albrizzi, Venedig
- 2012: Galerie editionale, Köln
- 2015: Helga Elben – Von Mythen und Menschen. Kunstbücher und Bildserien, Universitätsbibliothek Hagen
- 2017:  Götter, Helden und andere Menschen, Kunst- und Museumsbibliothek der Stadt Köln[8]
- 2018: Auf der Bühne, Galerie B., Paderborn[9]
- 2022:  Helga Elben: Malerei, Osthaus Museum Hagen[10]

### Gruppenausstellungen (Auswahl seit 1992)
- 1992: Galerie Tendenz, Sindelfingen
- 1998: Bergische Kunstausstellung, Solingen
- 1999: Handpressen-Trienale (Albrecht Dürer Gesellschaft), Nürnberg
- 1999: Galerie im Cranach-Haus, Weimar
- 2000: Klingspor-Museum, Offenbach
- 2000, 2001, 2002: Installation Kluterthöhle, Ennepetal
- 2009: Biennale Venedig
- 2010: Editionale (Deutsche Buchkünstler), Köln
- 2012: Janzen Galerie, Wuppertal
- 2019: Barbara Grosse / Helga Elben, Kunstmuseum Bochum[11]
- 2021: Pleased to meet you!, Schenkungen und Sammlungsbestände aus dem Märkischen Museum Witten
- 2022: Aanders normal! Revision einer Sehschwäche, Märkisches Museum Witten[12]

## Installationen
- 1994:  Im Garten der Hesperiden, March-H./Freiburg, Galerie Regio
- 1995: Tunnelprojekt, Köln, KH Schültke, Köln
- 1996: Werkstatt des Ikarus, Haus Lukas, Ahrenshoop
- 1997: Raum und Zeit 3, Museum Bochum
- 1998: Sehreise nach Indien, Haus Schede, Wetter
- 2001: Ikarus, Leonhardi-Museum, Dresden
- 2003: Ikarus - Der Höhenflug, DASA-Galerie, Dortmund[13]
- 2003: Die Leichtigkeit der Wünsche, Förderverein für Kunst und Kultur, Dülmen
- 2004: Lichtinstallation Ikarusleiter, Galerie Bailer, Dortmund
- 2005: Ikarus, Venedig Lido, 8. Venezia Open: International Exhibition of Sculptures and Installations
- 2008: Boot, gespiegelt, Galerie Bailer, Dortmund
- 2019: Götter, Helden und andere Menschen, Museum Köln[14]

## Veröffentlichungen (Auswahl)
- 1992: Wasser Erde Gold und Menschen.
- Der schimmernde Hermes. Selbstverlag, Köln 1998.
- 2008: Venezia - lebendig wie ein scorfano di mare.
- Aufzeichnungen aus dem Cap Malheureux. Farbzeichnungen, Selbstverlag, Köln 2010.
- Helga Elben: Installation, Malerei. Museum Bochum 1997.